# Reddingsbrigade Den Helder

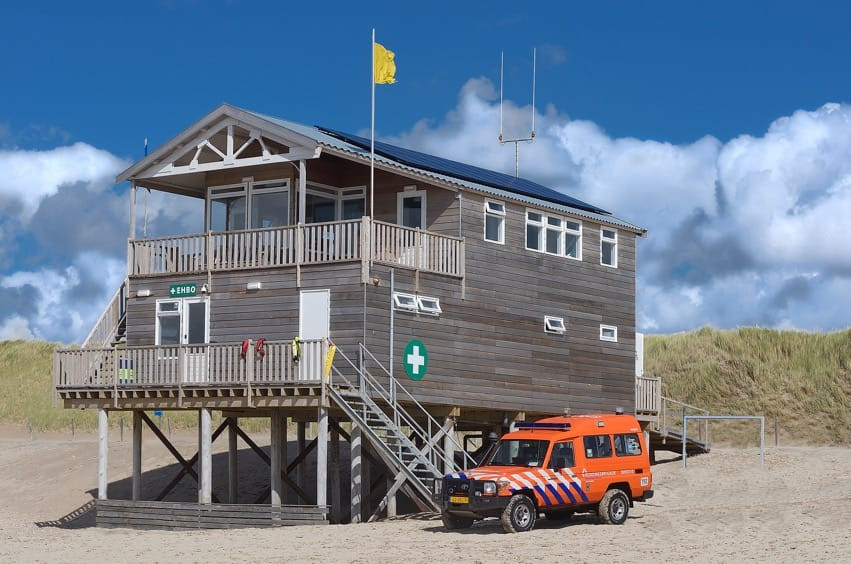
Wagen van de reddingsbrigade bij bewakingspost Julianadorp

De Reddingsbrigade Den Helder is een reddingsbrigade in Den Helder die is aangesloten bij  Reddingsbrigade Nederland. De reddingsbrigade is opgericht in 1973 door Mevrouw D.G.E. Zijlmans-de Lang. De reddingsbrigade heeft als doelstelling het voorkomen en het bestrijden van  verdrinkingsgevallen.

## Werkgebied
De brigade bewaakte tot 2021 het strand van Den Helder vanaf strandslag 1 (Huisduinen) tot en met strandslag 7,2 (Drooghe Weert), in totaal zeven kilometer strand. Hierbij werkte ze sinds 2010 samen met Stichting Strandexploitatie Noordkop. De brigade maakte gebruik van drie posten: Duinoord, Julianadorp en De Zandloper. Het strand werd zomers actief bewaakt. Ook de duinen en het binnenwater in de gemeente Den Helder behoren tot het werkgebied. Incidenteel wordt de brigade ingezet bij de bewaking van evenementen.

## Calamiteiten
Bij calamiteiten is een alarmploeg 24 uur per dag oproepbaar. Deze wordt aangestuurd door de regionale alarmcentrale in Haarlem. Hoofdtaak is gewondenvervoer op plaatsen waar een ambulance niet kan komen. Hiervoor zijn samen met alarmcentrale, ambulancedienst protocollen en procedures opgesteld. De ploeg wordt ook ingezet bij zoekactie`s en in zomermaanden ter ondersteuning van de reguliere strandbewaking. Er is nauwe samenwerking met de KNRM, in dat verband kan de alarmploeg ook worden ingezet bij calamiteiten op het Amstelmeer. Als rampeneenheid kan de alarmploeg van de reddingsbrigade ook landelijk worden ingezet bij de Nationale Reddingsvloot. Bij een watersnood, waar ook in Nederland, kan de alarmploeg binnen 24 uur ter plaatse zijn.

## Materieel
De Reddingsbrigade Den Helder beschikte in 2024 over het volgende varende en rijdende materiaal:
- Toyota Landcruiser  - Strandambulance en bewakingen.
- New Holland trekker - Voor het vervoer van de zware boten over strand.
- Roodnatvlet - Polyester vlet voor opleidingen en evenementen.
- Mulder en Rijke vlet - Vlet voor de Nationale Reddingsvloot-taak
- Ribcraft - Opblaasboot van rubber met een 75 PK Evinrude buitenboordmotor.
- Rescue 3 - Polyester boot voorzien van een 90 PK Honda buitenboordmotor
- Seadoo 155 - Waterscooter